# Карачаевская овца
Карачаевская порода овец (карач.-балк. къарачай къой) — одна из старейших пород грубошерстного типа. Родиной овец является высокогорный Карачай у истоков реки Кубань. В официальном издании МСХ РФ (М.: 2015) «Государственный реестр селекционных достижений, допущенных к использованию», карачаевская порода овец значится под номером 9354024, (оригинаторы № 296, 5670, 14214). Традиционные районы разведения овец карачаевской породы — Северная Осетия, Кабардино-Балкария, Карачаево-Черкесия. Порода мясо-шерстно-молочного направления. Создана она народной селекцией в условиях круглогодового пастбищного содержания.

## История породы
Время выведения породы карачаевских овец неизвестно, но она получила широкую известность еще на грани XIX—XX вв., заслужив признание, выходившее за пределы кавказского региона, хотя была известна и ранее. Жан-Шарль де Бесс, венгерский ученый, в 1829 г. предпринявший поездку на Северный Кавказ в поисках следов пребывания предков венгров на этой территории, отмечал: «Карачаевцы разводят лошадей прекрасной породы…в большом количестве там водятся волы и овцы. Как правило, жители питаются бараниной; они также выделывают весьма хорошего качества масло и сыр».
Как отмечал Г. И. Филипсон, «во время моих разъездов я часто ночевал или отдыхал на их кошах и лакомился шашлыком, которым пастухи угощали нас с патриархальным радушием. Карачаевская баранина вкуснее лучшей телятины и имеет какой-то особенный аромат, вероятно от горных трав, между которыми много пахучих цветов». В конце XIX в. коневодство и овцеводство оставались главным занятием карачаевцев.
В начале прошлого века, т. н. Абрамовская комиссия, командированная в Карачай для урегулирования земельных вопросов, отметила и важность карачаевского коневодства и скотоводства в товарном обороте области. Скотоводство в Карачае имело огромное, как указывали современники, значение не только в смысле сбыта живого скота и его продуктов на местные рынки, но также имело широкое распространение, путём перегона, в пределах Терской области, Тифлисской и Кутаисской губерний, «куда сбывают карачаевцы свой скот и знаменитых карачаевских барашек целыми стадами, а большинство казачьих полков Кубанского войска снабжается прекрасными строевыми лошадьми. В этом отношении местные исследования указывают, что карачаевское население ежегодно продает 9595 лошадей, 30787 рогатого скота и 107552 овцы на сумму 2940660 рублей. От продуктов скотоводческого хозяйства население продает: 25000 пудов овечьей шерсти на 250000 руб., 6600 пуд. масла на 66000 руб., кож и овчин на 50709 руб., а всего на сумму 3 307 369 рублей».
Негли Фарсон, совершивший верховую экскурсию по горам Карачая в 1929 г., так описывает своё впечатление от шашлыка из мяса карачаевского барашка:
«Затем мы приготовили этого восхитительного барашка. Голову мы всегда отдавали тем людям, которым принадлежало животное. Они отрезали её ниже челюсти, раскололи череп топором и извлекли мозги, а затем приготовили из них суп. На острие зеленой ветки мы поджарили на костре куски седла барашка. Горный барашек сладок как орехи. И эти кавказские барашки были такие же сочные, как те, которых я с жадностью поглощал в верхних Пиренеях, когда спускался на муле в страну Басков на испанской стороне».

## Характеристики породы
Это некрупная порода. Бараны весят 60-70 кг, матки — 40-50 кг. Конституция крепкая. Глубокая грудь, хорошо развитые ноги, прочный копытный рог, благодаря которому они легко пасутся в горной местности Северного Кавказа. Характерный хвост, с изогнутым в виде буквы Z кончиком, длинный, до 44 сантиметров, может содержать до 5-6 кг жира. Карачаевская порода овец рогата, причем у баранов большие спиралеобразные рога, встречаются даже трех- и четырёхрогие животные. 

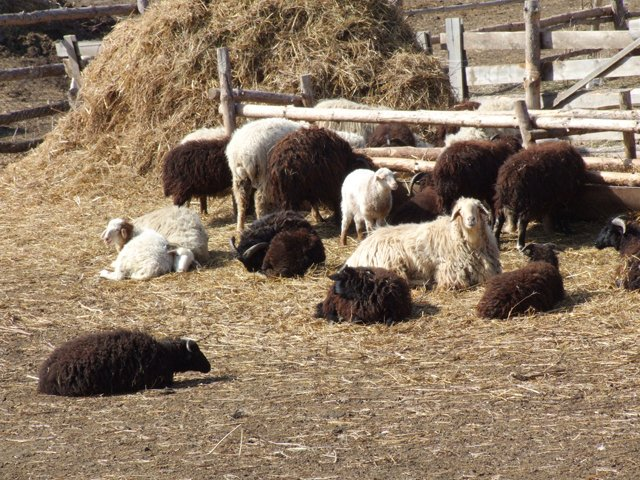
Овцы карачаевской породы.

 Голова у животных этой горной породы небольшая, узкая и горбоносая. Окрас в основном черный (до 80 % от общего числа в стаде), однако есть серые, рыжие и белые особи.
Карачаевские овцы были выведены в результате многолетних усилий карачаевского народа, живущего на Северном Кавказе, и в процессе выведения не была задействована ни одна из существующих пород.
Карачаевская порода считается универсальной, у животных ценится мясо, молоко, и шерсть, поэтому овцы высоко ценятся среди животноводов, благодаря своим свойствам сваливаться в очень плотный войлок, руно карачаевских овец идеально подходит для изготовления бурок и теплых изделий.
По состоянию на 1 января 2013 года, племенное поголовье Карачаево-Черкесии составляло 111315 голов, в том числе 85407 голов овцематок. Разведением карачаевской породы занимаются 9 племенных хозяйств КЧР. В них племенная работа направлена на увеличение маточного поголовья, поднятия живой массы овец, и выхода молодняка на 100 овцематок.
Мясо (баранина) карачаевских овец отличается высокими вкусовыми качествами. Эта особенность у карачаевской породы в значительной степени обусловлена еще и тем, что в разведении всегда придавалось большое значение их мясности, поскольку сложился большой спрос на баранину, благодаря близости курортных зон Северного Кавказа.

### Внутрипородные типы
Къара-мюйюз — эти овцы имеют шелковистую шерсть, намного длиннее, чем у других, весит она столько же, сколько пух, а косицы у животных волнистые или прямые. Овцы имеют рога и преимущественно черный окрас;
Тумакъ — животные не имеют рогов, шерсть черного цвета и много пуха. Относятся к мясному направлению, скороспелы, и мясо по вкусу намного лучше, чем у рогатых овец;
Кёкбаш — серые овцы, самые крупные по телосложению, росту и количеству живой массы.

## Продуктивность породы
С баранов карачаевской породы, настригают в год в среднем до 3 кг шерсти, с маток настригают до 2,6 кг. Это скороспелая порода, уже в три месяца ягнята достигают 40 % массы тела взрослых животных. Молочность карачаевских маток довольно высокая, так, 30-50 кг составляет выход товарного молока с одной особи с жирностью до 9,6 %. Плодовитость составляет 105—110 ягнят на сто маток. Убойный выход с овечьей туши — 47—56 %.
Возрастные изменения живой массы ярок карачаевской породы в условиях отгонно-горного содержания.
| Возраст      | Живая масса, кг | Живая масса, кг | % к живой массе взрослых овец |
| Возраст      | средняя         | колебания       | % к живой массе взрослых овец |
| При рождении | 3,6             | 2,9-4,5         | 7,92                          |
| 3 месяца     | 18,9            | 13,5-22,0       | 41,54                         |
| 6 месяцев    | 27,5            | 21,0-32,0       | 60,44                         |
| 9 месяцев    | 31,4            | 24,0-35,0       | 69,02                         |
| 12 месяцев   | 30,8            | 23,0-36,0       | 67,70                         |
| 18 месяцев   | 39,8            | 34,0-43,5       | 87,50                         |
| 4,5—5,5 лет  | 45,0            | 36,0-55,0       | 100,00                        |
| ------------ | --------------- | --------------- | ----------------------------- |